# Selecció femenina de rugbi VII d'Austràlia

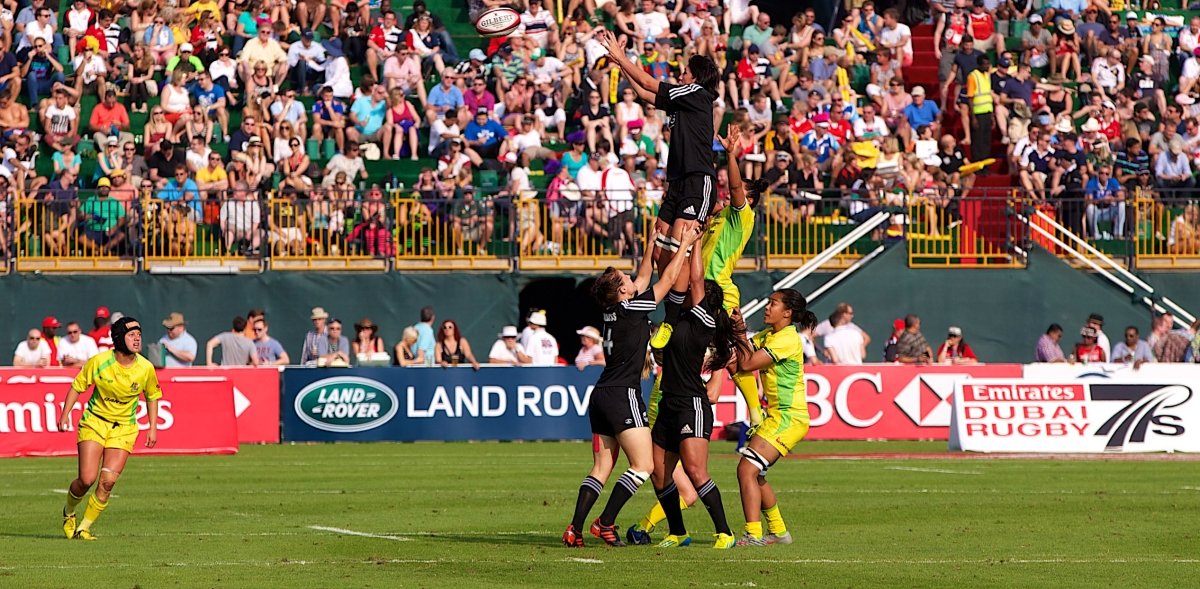
Austràlia i Nova Zelanda competint al torneig de Dubai de rugbi VII.

La selecció femenina de rugbi VII d'Austràlia és l'equip que representa Austràlia a les competicions internacionals femenines de rugbi a 7. La selecció australiana es va proclamar campiona de l'edició inaugural del Campionat del món femení de rugbi VII, el 2009. A més, l'equip participa en les Sèries mundials femenines de rugbi a 7, com un dels "equips principals", havent-se proclamat vencedores de l'edició de 2015-16. Amb anterioritat, Austràlia havia participat en la competició predecessora de les sèries mundials, la IRB Women's Sevens Challenge Cup.
L'any 2016, la selecció australiana va guanyar la medalla d'or en la primera edició de rugbi VII als Jocs Olímpics de Rio de Janeiro.
Com ha confirmat la capitana de l'equip, Sharni Williams, actualment la selecció no té cap sobrenom. Tanmateix, alguns sectors de la premsa les han anomenat com les perles (Pearls en anglès), tot i que aquest nom fa referència més concretament als equips d'Austràlia que disputen competicions domèstiques, més que no pas la selecció nacional oficial.